# معروف و مجهول
در زبان فارسی کلاسیک، همچون فارسی میانه، علاوه بر صداهایِ مصوتِ بلندِ /uː/ و /iː/، که در زبان عربی کلاسیک هم بود و به‌ترتیب با حروف «و» (واو) و «ی» (یاء) نوشته می‌شد، دو صدای مصوت بلند دیگر /oː/ و /eː/ نیز وجود داشت که با همین حروف می‌نوشتند. به «واو» و «یا»یِ نخست معروف (یعنی شناخته در عربی کلاسیک) و به «واو» و «یا»یِ دوم مجهول (یعنی ناشناخته در عربی کلاسیک) می‌گویند. از این رو، در اشعار کلاسیک فارسی، «واو» و «یا»یِ معروف با «واو» و «یا»یِ مجهول هم‌قافیه نمی‌شده‌است. این اصطلاحات هم به‌طورِ مشابه برایِ صداهایِ مصوتِ کوتاهِ « ُ» (ضمه یا پیش) و « ِ» (کسره یا زیر) به کار می‌رود: صوت‌های کوتاه سنتی /u/ و /i/ معروف و واج‌گونه‌هایِ افتاده‌یِ آن‌ها /o/ و /e/ مجهول می‌گویند. باید در نظر داشت که در خط عربی معمولی، نه بلند و نه کوتاه واکه‌های مجهول را نمی‌توان از بلند و یا کوتاه واکه‌های معروف متمایز کرد.
در فارسی افغانستان، تلفظ کلاسیک «واو» و «یا»یِ مجهول، و «ضمه» و «کسره»یِ معروف حفظ شده‌است. در فارسی تاجیکی، در بیشینهٔ کلمات، تفاوت در تلفظ معروف و مجهول حفظ شده‌است، گرچه با کیفیت و کمّیتی متفاوت با آنِ کلاسیک: «واو» و «ضمه»یِ معروف [u]، «یا» و «کسره»یِ معروف [i]، «واو» و «ضمه»یِ مجهول [ɵ̞]، و «یا» و «کسره»یِ مجهول [e̞] تلفظ می‌شوند. همچنین لازم به ذکر است که در گویش‌های فارسی شرقی (یعنی دری و تاجیکی)، و به احتمال زیاد در فارسی کلاسیک نیز، هرگاه واکه‌ی «و»، «ی»، « ُ» یا « ِ» مستقیماً قبل از همخوان چاکنایی (یعنی «ه»، «ح»، «ء» یا «ع») که در همان هجا قرار دارد بیاید، واکه مجهول تلفظ می‌شود.
در بیشتر لهجه‌های فارسی ایران، تفاوتِ تلفظی میانِ «واو»ِ معروف و «واو»ِ مجهول، و «یا»یِ معروف و «یا»یِ مجهول از بین رفت و مجهول‌ها مانند معروف‌ها تلفظ می‌شوند، در حالی که «ضمه» و «کسره» عمدتاً پایین شده‌اند و به صورت مجهول تلفظ می‌شوند. با این حال باید توجه داشت که اگر «کسره» در انتهای یک هجا و بلافاصله قبل از صامت «ی» در ابتدای هجای بعدی واقع شده باشد، پس «کسره» به طور کلی معروف می‌ماند.
| واکه    | واژه               | فارسی کلاسیک     | فارسی افغانستان  | فارسی تاجیکی     | فارسی ایران      |
| ------- | ------------------ | ---------------- | ---------------- | ---------------- | ---------------- |
| و (واو) | دود                | /duːd/ (معروف)   | /duːd/ (معروف)   | /dud/ (معروف)    | /dud/ (معروف)    |
| و (واو) | روز                | /roːz/ (مجهول)   | /roːz/ (مجهول)   | /rɵz/ (مجهول)    | /ruz/ (معروف)    |
| ی (یاء) | شیر (خوردنی)       | /ʃiːɾ/ (معروف)   | /ʃiːɾ/ (معروف)   | /ʃiɾ/ (معروف)    | /ʃiɾ/ (معروف)    |
| ی (یاء) | گرمی (با یای نسبت) | /gaɾmiː/ (معروف) | /gaɾmiː/ (معروف) | /gaɾmi/ (معروف)  | /gæɾmi/ (معروف)  |
| ی (یاء) | ریگ                | /reːg/ (مجهول)   | /reːg/ (مجهول)   | /reg/ (مجهول)    | /rig/ (معروف)    |
| ی (یاء) | مردی (با یای نکره) | /maɾdeː/ (مجهول) | /maɾdeː/ (مجهول) | /maɾde/ (مجهول)  | /mæɾdi/ (معروف)  |
| ُ (پیش)  | پُل                 | /pul/ (معروف)    | /pul/ (معروف)    | /pul/ (معروف)    | /pol/ (مجهول)    |
| ُ (پیش)  | صُحبت               | /sohbat/ (مجهول) | /sohbat/ (مجهول) | /sɵhbat/ (مجهول) | /sohbæt/ (مجهول) |
| ِ (زیر)  | کِتاب               | /kitaːb/ (معروف) | /kitʌːb/ (معروف) | /kitɔb/ (معروف)  | /ketɒb/ (مجهول)  |
| ِ (زیر)  | شِعر                | /ʃeʔɾ/ (مجهول)   | /ʃeʔɾ/ (مجهول)   | /ʃeʔɾ/ (مجهول)   | /ʃeʔɾ/ (مجهول)   |
| ِ (زیر)  | مِیان               | /mijaːn/ (معروف) | /mijʌːn/ (معروف) | /mijɔn/ (معروف)  | /mijɒn/ (معروف)  |